# China General Technology Group
China General Technology Group (Genertec) — китайский государственный многопрофильный конгломерат, специализирующийся на машиностроении, фармацевтике, медицинских услугах, недвижимости, проектировании и строительстве. Основан в 1998 году, находится под управлением SASAC. Входит в число крупнейших компаний страны.

## История
China General Technology Group была основана в 1998 году. В 2008 году в состав Genertec вошла станкостроительная компания Qier Machine Tool, а в 2009 году — компания China Xinxing Group (бывшее строительное и внешнеторговое подразделение китайской армии). В 2014 году Genertec впервые вошла в состав рейтинга Fortune Global 500. В 2021 году была основана компания Genertec PTAC (поставки почтового и телекоммуникационного оборудования). В мае 2022 года была основана компания Genertec International Holding, отвечающая за торговый и строительный бизнес группы.
В июле 2022 года была основана Genertec Health and Senior Care Industry. В январе 2023 года China General Technology Group и её дочерние компании переехали в новую штаб-квартиру в Lize Financial Business District (район Фэнтай).

## Деятельность
Предприятия China General Technology Group производят тяжёлые металлообрабатывающие станки (в том числе фрезерные, расточные и токарные), механические прессы, целлюлозное волокно, натуральные текстильные краски, фармацевтические и химические препараты, медицинское оборудование и материалы (в том числе перчатки, маски и халаты). Группа Genertec является крупнейшим станкостроительным предприятием страны, крупнейшим производителем целлюлозного волокна в Китае и входит в десятку крупнейших фармацевтических компаний Китая.
Также дочерние структуры China General Technology Group проектируют и строят промышленные предприятия и индустриальные парки, солнечные, ветряные, газовые и угольные электростанции, железные и автомобильные дороги, портовые сооружения, военные, медицинские и спортивные объекты, водопроводы и очистные сооружения.
Кроме того, компании China General Technology Group управляют больницами, домами престарелых, реабилитационными центрами, аптеками и медицинскими складами; занимаются медицинским страхованием и поставками медицинского оборудования; оказывают услуги по тестированию и сертификации (в том числе качества и безопасности автомобилей, станков, текстиля, текстильного оборудования, продуктов питания, сельскохозяйственной продукции, окружающей среды и экологии); проводят выставки, конференции и международные тендеры; занимаются внешней торговлей, логистикой и рекламой; поставляют военную технику и амуницию (в том числе обувь, каски и бронежилеты).
Крупнейшими подразделениями группы являются Genertec Universal Medical Group (более 20 тыс. сотрудников), Genertec Medical (более 10 тыс. сотрудников), China Meheco Group (более 8,7 тыс. сотрудников) и Genertec International Holding (более 5 тыс. сотрудников).

## Структура

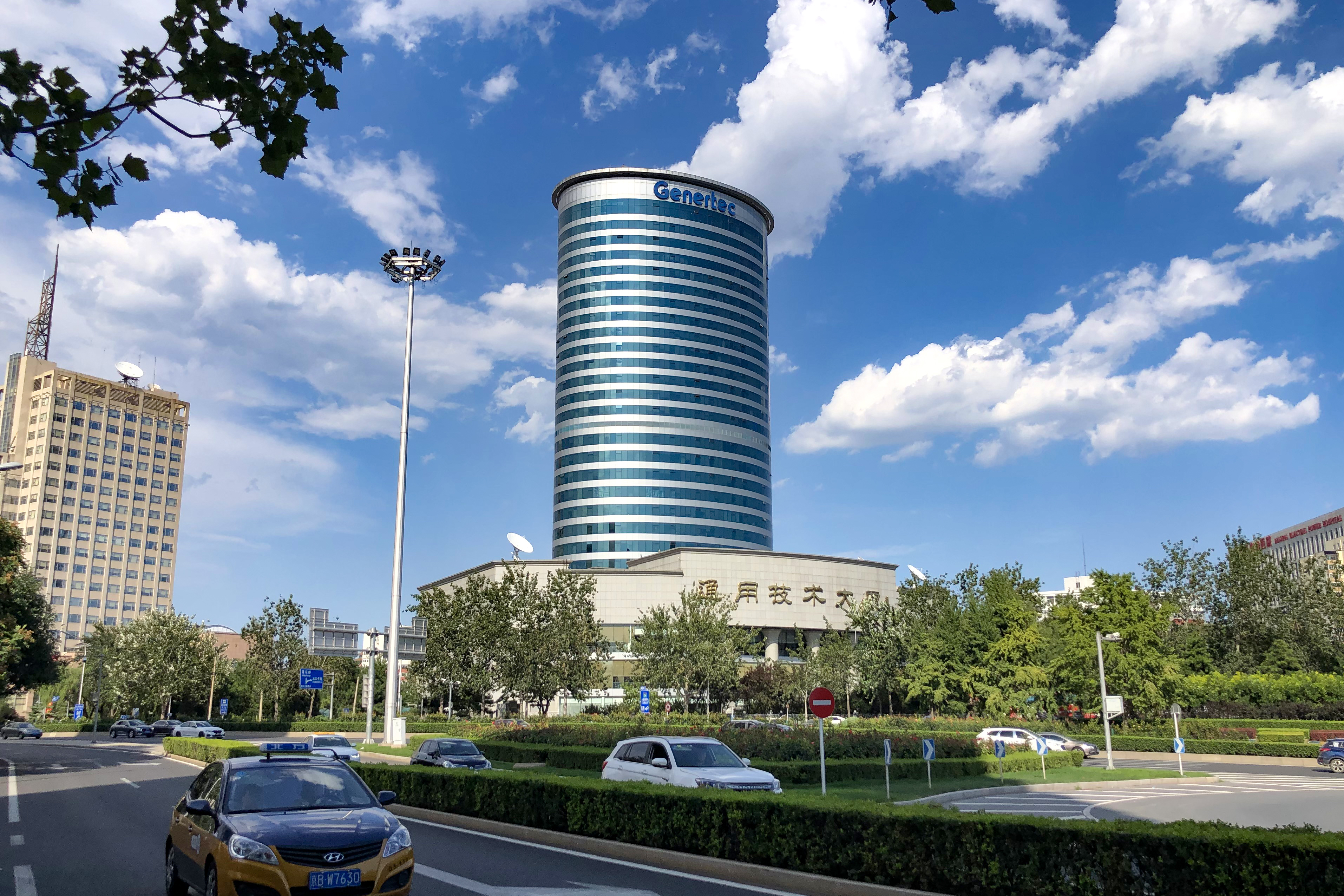
Старая штаб-квартира Genertec (Пекин)

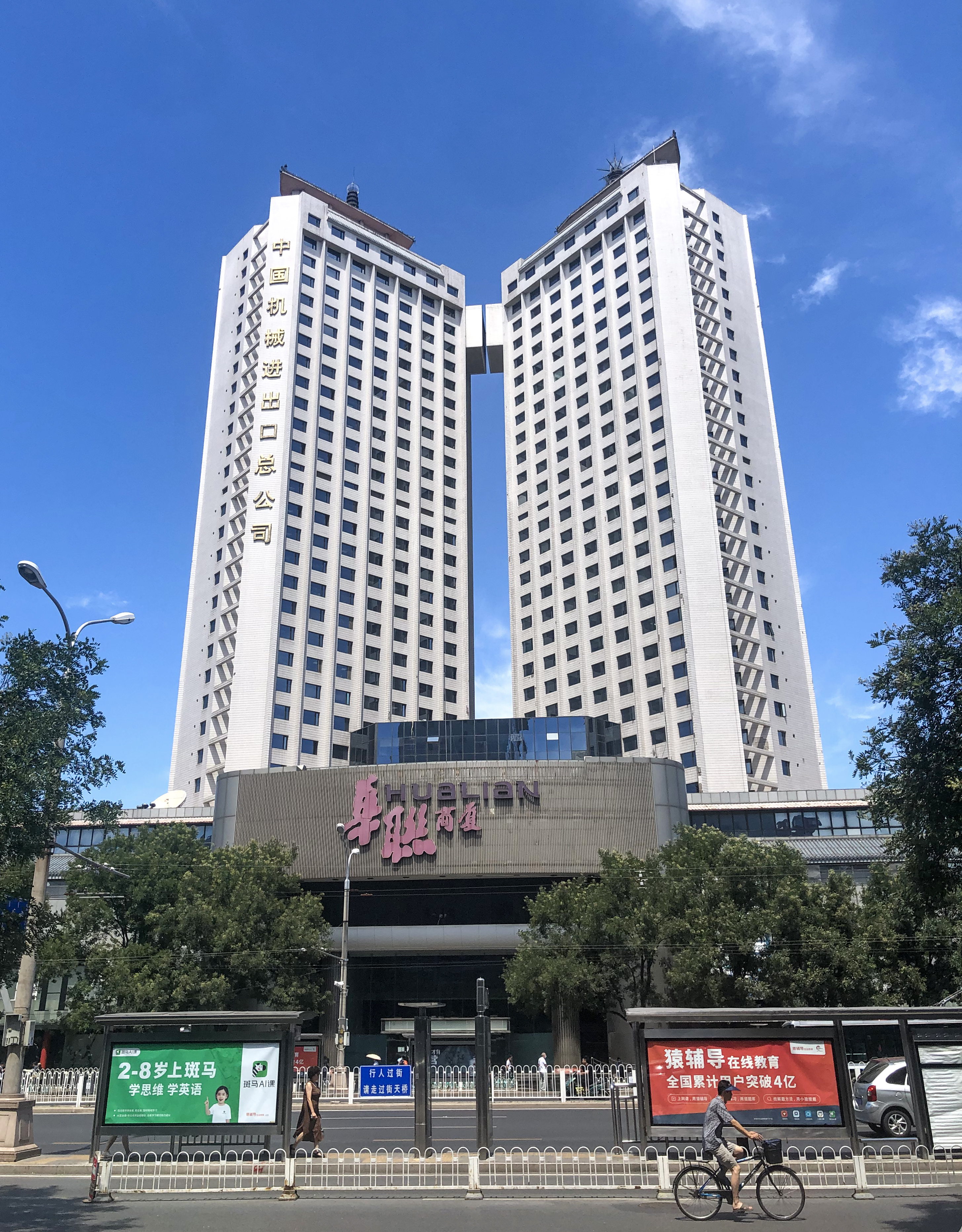
Штаб-квартира China National Machinery Import & Export Corporation (Пекин)

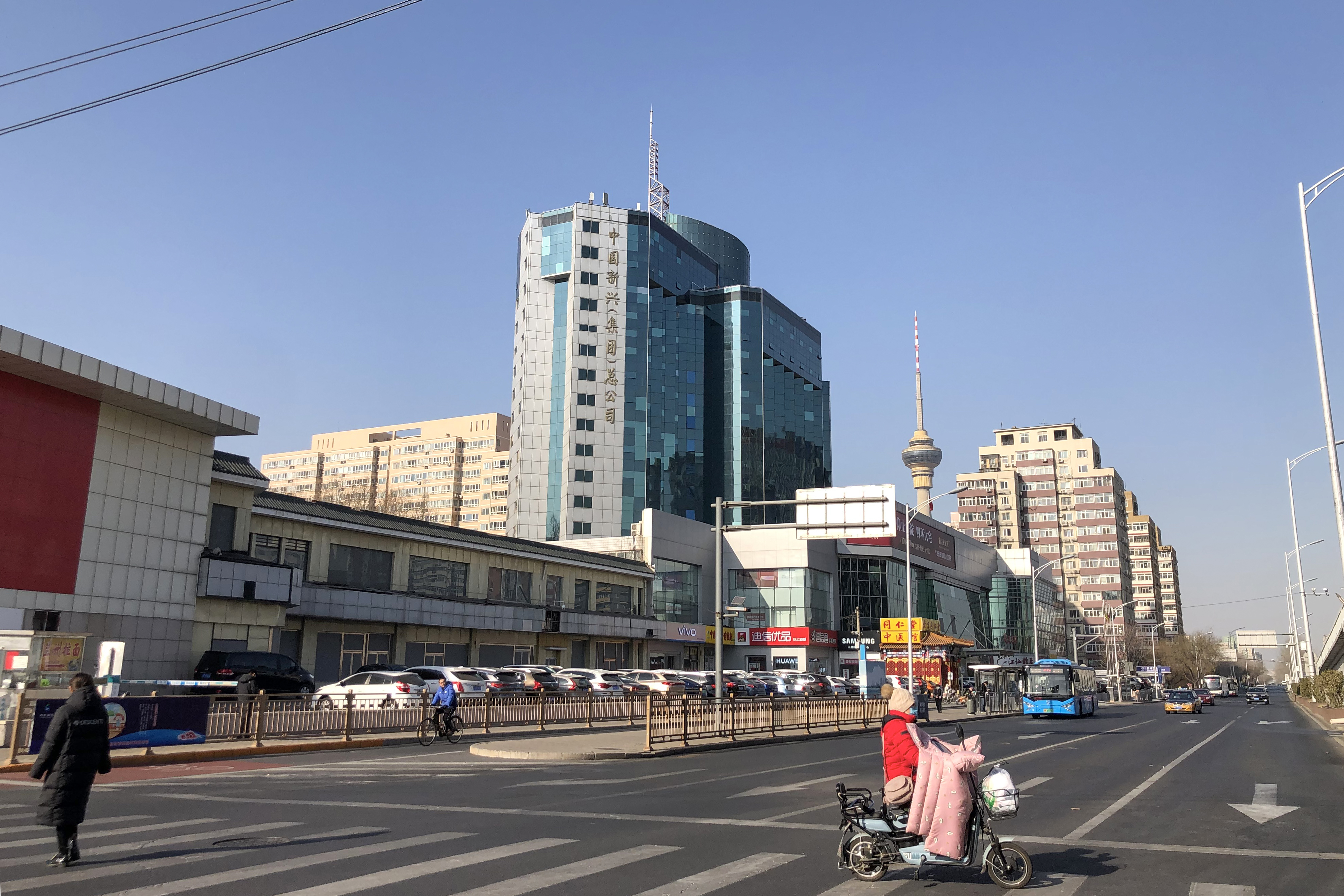
Штаб-квартира China Xinxing Group (Пекин)

В состав группы Genertec входит несколько десятков дочерних и аффилированных структур (в том числе листинговых компаний и совместных предприятий): 
Машиностроение и технические услуги
Станкостроение является основным направлением деятельности Genertec, в состав группы входят научно-исследовательский институт станкостроения, научно-исследовательский и инновационный центр цифровизации оборудования и семь ведущих компаний по производству станков. 
- Qiqihar No. 2 Machine Tool Group / Genertec Qier (Цицикар)[20]
- Harbin Measuring & Cutting Tool Group / Genertec HMCT (Харбин)[21][22]
- Genertec Shenyang Machine Tool / Genertec SMTCL (Шэньян)[23]
- Genertec Dalian Machine Tool Group / Genertec DMTG (Далянь)
- Genertec Kunming Machine Tool (Куньмин)[24]
- Genertec Machine Tool Research Institute (Пекин)
- China Textile Academy / Genertec CTA (Пекин)[25]
  - National Engineering Research Center of Industrial Textile
  - National Engineering Research Center of Synthetic Fiber
  - Productivity Promotion Center of Textile Industry
  - Standardisation Institute of Textile Industry of China
  - Chinatesta Textile Testing & Certification Services / CTTC (Пекин)[26]
- China Automotive Engineering Research Institute / Genertec CAERI (Пекин)[25]
- Genertec Testing, Inspection and Certification / Genertec TIC (Пекин)
- Genertec Advanced Materials / Genertec AMC (Пекин)
- Genertec Digital (Пекин)

Медицина и здравоохранение
Группа Genertec управляет сетью больниц и домов престарелых, а также торгует медицинским оборудованием и развивает цифровые платформы медицинских услуг. По состоянию на 2021 год группа имела более 100 медицинских отделений в 30 провинциях и муниципалитетах; владела 343 медицинскими учреждениями на более чем 48 тыс. больничных коек и 59 учреждениями по уходу за престарелыми на более чем 7,2 тыс. коек.
- China Meheco Group / Genertec Meheco (Пекин)[29]
- Genertec Universal Medical Group (Пекин)[30]
- Genertec Gem Flower Healthcare (Пекин) 
  - Gem Flower Medical Health Investment Holdings / Gem Flower Medical Group
  - Gem Flower Pharmaceutical Science and Technology
  - Baoshihua Gem Flower Medical Technology
- Genertec Health and Senior Care Industry (Пекин)
- Genertec Medical and Health / Genertec Medical (Пекин)[31]
- Genertec Guozhong Healthcare (Пекин)[32]
- Aerospace Medical & Healthcare Technology Group / Genertec AMHT (Пекин)
- China National Intrusments Import & Export Corporation / Genertec CNIC (Пекин)[33]

Торговля, проектирование и строительство
Компании группы Genertec занимаются импортом и экспортом сложного промышленного и инженерного оборудования, передовых технологий, химического сырья, сельскохозяйственной техники, автомобилей, электроники, средств связи, древесины, бумаги, металлов, серы, растительного масла и семян масличных культур, а также управляют сетью оптовых складов и дилерских автосалонов. По состоянию на 2021 год группа занимала 67-е место в списке 250-и крупнейших международных подрядчиков.
- Genertec International Holding (Пекин)[36]
  - China National Technical Import and Export Corporation / Genertec CNTIC (Пекин)
  - China National Machinery Import and Export Corporation / Genertec CMC (Пекин)
  - China National Energy Engineering and Construction / Genertec CNEE (Пекин)
  - China National Vehicle Import and Export Corporation / Genertec CVC или Genertec Vehicles (Пекин)
  - China General Consulting and Investment / Genertec CGCI (Пекин)
  - China International Tendering / Genertec ITC (Пекин)
- China National Postal and Telecommunications Appliances / Genertec PTAC (Пекин)[37]
  - China National Light Industrial Products Import and Export Group / Genertec Chinalight (Пекин)[38]
  - Hongxun Supply Chain Technology (Пекин)[39]
- Genertec International Corporation (Пекин)[40]
- Genertec International Logistics (Пекин)[41]
- China Xinxing Group / Genertec Xinxing (Пекин)[42][43]
  - China Xinxing Construction Engineering Corporation / Genertec CXCEC (Пекин)[44]
  - China Xinxing Import & Export Corporation (Пекин)[45]
  - China Xinxing Guangzhou Import & Export (Гуанчжоу)[46]
  - China Xinxing Xiamen Import & Export (Сямынь)
  - China Xinxing Shanghai Import & Export (Шанхай)[47]
- China National Corporation for Overseas Economic Cooperation / Genertec CCOEC (Пекин)[48]

Финансовые услуги
Структуры группы Genertec занимаются инвестициями, лизингом и управлением активами.
- Genertec Capital (Пекин)
- Genertec Finance (Пекин)
- Genertec Investment Management (Шанхай)

Зарубежные активы
Основными зарубежными подразделениями группы Genertec являются:
- Genertec Hong Kong International Capital (Гонконг)[51]
- Paryocean Asia Pacific International (Гонконг)
- Choka Trading (Япония)
- Genertec Europe Temax (Германия)
- Euromapex Import and Export (Германия)
- Genertec Italia (Италия)
- Genertec U.K. (Великобритания)